# Dmitrij Błudow
Dmitrij Nikołajewicz Błudow, ros. Блудов Дмитрий Николаевич (ur. 5 kwietnia 1785 we wsi Szujskij, w guberni włodzimierskiej, zm. 19 lutego 1864 w Petersburgu) – hrabia rosyjski, mąż stanu, działacz państwowy, dyplomata, premier komitetu Ministrów Imperium Rosyjskiego, literat.

## Życie i kariera

### Pochodzenie i wykształcenie
Pochodził z rodziny magnackiej, wywodzącej się od kniazia Jaropełka. Na jego życie duży wpływ wywarły kontakty matki z rodzinami feldmarszałka M.F. Kamieńskiego i księcia M.M. Szczerbatowa.
W 1800 rozpoczął naukę w Moskiewskim Kolegium Spraw Zagranicznych. Już w czasie nauki był zaangażowany w działalność wydawniczą oraz tłumaczenia dokumentów dyplomatycznych. Zaprzyjaźnił się z braćmi A.I. Turgieniewem i N.I. Turgieniewem oraz D.W. Daszkowem, był znajomym W.A. Żukowskiego.

### Kariera dyplomatyczna
W 1802 roku, po koronacji Aleksandra I, na początku rozwoju państwa i nowych reform Błudow przeniósł się do Petersburga. Pracował w Kolegium Spraw Zagranicznych.
W 1807 r. wyjechał do Holandii. Potem kierował kancelarią dyplomatyczną w Armii Dunaju, którą dowodził N.M. Kamieński. Od 1812 był rok doradcą w misji dyplomatycznej w Sztokholmie.

### Towarzystwo literackie „Arzamas”
Przez cały ten czas swoje zainteresowania przerzucał między dyplomacją a literaturą. Miał nawet chęci porzucenia służby dyplomatycznej na rzecz literatury, jednak pod wpływem matki pozostał na służbie państwowej. W Petersburgu zapoznał się z pisarzami G.R. Dierżawinem, W.A. Ozierowem, N.M. Karamzinem i innymi.
Po wojnie 1812-1815, kiedy zainteresowanie literaturą ponownie opanowało społeczeństwa rosyjskie, zaangażował się w walkę stronnictw literackich, dołączył do szkoły Karamzina, brał udział w pracach kółek Żukowskiego. Razem z Żukowskim, Uwarowem i Daszkowem stworzyli koło literackie „Arzamas”. Na krótko przed rozpadem „Arzamasa” Błudow został mianowany doradcą w ambasadzie Rosji w Londynie, gdzie był bezpośrednio odpowiedzialny za śledzenie artykułów w brytyjskiej prasie atakujących Rosję.
Choroba zmusiła Błudowa do powrotu do Rosji w 1820. Zajmował się publikacją dokumentów dyplomatycznych.

### Kariera polityczna w Imperium Rosyjskim
Po wstąpieniu na tron Mikołaja I Nikołaj Karamzin polecił Błudowa i Daszkowa jako ludzi kompetentnych i w ten sposób Błudow rozpoczął pracę w gabinecie cara.
W 1826 roku został mianowany urzędnikiem w Najwyższej Komisji Śledczej prowadzącej śledztwo w sprawie powstania dekabrystów. Musiał wówczas wnosić oskarżenia w stosunku do osób, które znał i z którymi się przyjaźnił. To było przyczyną nieustannych ataków na Błudowa Mikołaja Turgieniewa (m.in. w książce Turgieniewa „Rosja i Rosjanie”).
W 1826 Błudow został sekretarzem stanu – wiceministrem Edukacji Narodowej i kierującym śledzeniem obcych wyznań. Zajmował się greckim kościołem unickim. W 1830 został Ministrem Sprawiedliwości. W latach 1832–1837 pełnił funkcję Ministra Spraw Wewnętrznych. Następnie przez dwa lata sprawował ponownie urząd Ministra Sprawiedliwości. W 1839 został mianowany członkiem Rady Państwa, przewodniczącym Departamentu Prawa i szefem II Oddziału Kancelarii Osobistej Jego Cesarskiej Mości.
W 1842 otrzymał tytuł hrabiego. Pod jego redakcją wyszły 2 wydania Zbioru Ustaw. Był również współautorem Kodeksu Karnego i Poprawczego, wydanego w 1845.
Okres reform prowadzonych przez Aleksandra II zastał Błudowa już w podeszłym wieku. W 1855 roku, w wieku 70 lat, został wybrany prezesem Akademii Nauk (do 1864), przewodniczył również Komisji Żydowskiej i Komisji ds. Domów Dziecka. Od roku 1857 był członkiem komisji, której celem było przejrzenie aktów prawnych dotyczących pańszczyzny.
W latach 1861–1864 był premierem Komitetu Ministrów, jednocześnie w latach 1862–1864 przewodniczył Radzie Państwa. Pod jego przewodnictwem zostały zatwierdzone przez Radę Państwa prawa o uwłaszczeniu i ustawy sądowe.

## Dorobek literacki
- „Ostatnie dni Mikołaja I”
- redakcja i publikacja ostatniego tomu „Historii Państwa Rosyjskiego” na podstawie notatek autora – Nikołaja Karamzina
- „Błudow. D.N., Myśli i uwagi” – inne prace Błudowa, zebrane i opublikowane po jego śmierci (1866)